# Phare d'Avery Rock
Le phare d'Avery Rock (en anglais : Avery Rock Light) est un phare actif situé sur Avery Rock (ceb) en baie de Machias (en), dans le Comté de Washington (État du Maine).

## Histoire
La maison-phare a été construite sur un îlot rocheux de 110 mètres de long et de 48 mètres de large, au milieu de la baie de Machias, accessible uniquement par bateau. C'était une tour carrée, construite en 1875, avec une galerie et une lanterne centrée sur la maison du gardien. Le phare a été automatisé en 1926. Mais il a été endommagé par la tempête en 1947 et, étant irréparable, cela a conduit à sa démolition.
Une lumière, montée sur un pylône métallique, a pris le relève Il porte une marque de jour rouge en forme de losange.

## Description
Le phare actuel  est une tourelle métallique à claire-voie, avec une balise de 4 m de haut. Son feu fixe émet, à une hauteur focale de 5 m, un lumièrerouge. Sa portée est de 13 milles nautiques (environ 24 km).
Il est équipé d'une corne de brume émettant un blast par période de 10 secondes.
Identifiant : ARLHS : USA-024 ; USCG : 1-1145 - Amirauté : J0020 .

### Lien connexe
- Liste des phares du Maine